# Grand Prix Itálie 2006
LXXVII Gran Premio Vodafone d'Italia
- 10. září 2006
- Okruh Monza
- 53 kol x 5,793 km = 306,720 km
- 765. Grand Prix
- 90. vítězství Michaela Schumachera
- 190. vítězství pro Ferrari

Trofej pro vítězného Michaela Schumachera a pro druhého v cíli Kimi Räikkönena předával ministr infrastruktury Antonio di Pietro. Třetí Robert Kubica převzal cenu od Franca Lucchesiho prezidenta italského automoto klubu. Vítěznému týmu Ferrari předal cenu Arun Sarin.

## Výsledky
| Pozice | Jezdec               | Vůz               | Čas         |
| ------ | -------------------- | ----------------- | ----------- |
| 1      | Michael Schumacher   | Ferrari 248 F1    | 1:14'51.975 |
| 2      | Kimi Räikkönen       | McLaren MP4/21    | á 0:08.046  |
| 3      | Robert Kubica        | BMW Sauber F1.06  | á 0:26.414  |
| 4      | Giancarlo Fisichella | Renault R26       | á 0:32.045  |
| 5      | Jenson Button        | Honda RA106       | á 0:32.685  |
| 6      | Rubens Barrichello   | Honda RA106       | á 0:42.409  |
| 7      | Jarno Trulli         | Toyota TF106      | á 0:44.662  |
| 8      | Nick Heidfeld        | BMW Sauber F1.06  | á 0:45.309  |
| 9      | Felipe Massa         | Ferrari 248 F1    | á 0:45.955  |
| 10     | Mark Webber          | Williams FW28     | á 1:12.602  |
| 11     | Christian Klien      | Red Bull RB2      | á 1 kolo    |
| 12     | David Coulthard      | Red Bull RB2      | á 1 kolo    |
| 13     | Scott Speed          | Torro Rosso STR01 | á 1 kolo    |
| 14     | Vitantonio Liuzzi    | Torro Rosso STR01 | á 1 kolo    |
| 15     | Ralf Schumacher      | Toyota TF106      | á 1 kolo    |
| 16     | Takuma Sató          | Super Aguri SA06  | á 2 kola    |
| 17     | Christijan Albers    | Midland M16       | á 2 kola    |
| Kolo   | Odstoupili           | -                 | -           |
| 44     | Tiago Monteiro       | Midland M16       | -           |
| 43     | Fernando Alonso      | Renault R26       | Motor       |
| 2      | Pedro de la Rosa     | McLaren MP4/21    | -           |
| 18     | Sakon Yamamoto       | Super Aguri SA06  | -           |
| 9      | Nico Rosberg         | Williams FW28     | Rozvodovka  |

### Nejrychlejší kolo
- Kimi Räikkönen-McLaren MP4/21- 1'22.559

### Vedení v závodě
- 1.-14. kolo Kimi Räikkönen
- 15.- 17. kolo Michael Schumacher
- 18.-22. kolo Robert Kubica
- 23.- 53. kolo Michael Schumacher

### Postavení na startu
- Žlutě rozhodující čas pro postavení na startu.
- Červeně - Výměna motoru / posunutí o 10 míst na startu
- Zeleně – Odebrání 3. nejlepších časů za blokování Massi

| *  | *                                      | *  | *                                   | Kvalifikace III.                      | Kvalifikace II.                       | Kvalifikace I.                         |
| -- | -------------------------------------- | -- | ----------------------------------- | ------------------------------------- | ------------------------------------- | -------------------------------------- |
| 1  | Kimi Räikkönen McLaren 1'21,484        |    |                                     | Kimi Räikkönen McLaren 1'21,484       | Felipe Massa Ferrari 1'21,225         | Michael Schumacher Ferrari 1'21.711    |
|    |                                        | 2  | Michael Schumacher Ferrari 1'21.486 | Michael Schumacher Ferrari 1'21.486   | Robert Kubica BMW 1'21,270            | Fernando Alonso Renault 1'21.764       |
| 3  | Nick Heidfeld BMW 1'21,653             |    |                                     | Nick Heidfeld BMW 1'21,653            | Kimi Räikkönen McLaren 1'21,349       | Nick Heidfeld BMW 1'21,764             |
|    |                                        | 4  | Felipe Massa Ferrari 1'21,704       | Felipe Massa Ferrari 1'21,704         | Michael Schumacher Ferrari 1'21.353   | Kimi Räikkönen McLaren 1'21,994        |
| 5  | Jenson Button Honda 1'22,011           |    |                                     | Fernando Alonso Renault 1'21,829      | Nick Heidfeld BMW 1'21,425            | Felipe Massa Ferrari 1'22.028          |
|    |                                        | 6  | Robert Kubica BMW 1'22,258          | Jenson Button Honda 1'22,011          | Fernando Alonso Renault 1'21.526      | Jarno Trulli Toyota 1'22,093           |
| 7  | Pedro de la Rosa McLaren 1'22,280      |    |                                     | Robert Kubica BMW 1'22,258            | Jenson Button Honda 1'21,572          | Pedro de la Rosa McLaren 1'22,422      |
|    |                                        | 8  | Rubens Barrichello Honda 1'22,787   | Pedro de la Rosa McLaren 1'22,280     | Rubens Barrichello Honda 1'21,688     | Robert Kubica BMW 1'22,437             |
| 9  | Giancarlo Fisichella Renault 1'23,175  |    |                                     | Rubens Barrichello Honda 1'22,787     | Giancarlo Fisichella Renault 1'21,722 | Giancarlo Fisichella Renault 1'22,486  |
|    |                                        | 10 | Fernando Alonso Renault 1'21,829    | Giancarlo Fisichella Renault 1'23,175 | Pedro de la Rosa McLaren 1'21,878     | Jenson Button Honda 1'22,512           |
| 11 | Jarno Trulli Toyota 1'21,924           |    |                                     |                                       | Jarno Trulli Toyota 1'21,924          | Nico Rosberg Williams 1'22,581         |
|    |                                        | 12 | Nico Rosberg Williams 1'22,203      |                                       | Nico Rosberg Williams 1'22,203        | David Coulthard Red Bull 1'22,618      |
| 13 | Ralf Schumacher Toyota 1'22,280        |    |                                     |                                       | Ralf Schumacher Toyota 1'22,280       | Ralf Schumacher Toyota 1'22,622        |
|    |                                        | 14 | David Coulthard Red Bull 1'22,589   |                                       | David Coulthard Red Bull 1'22,589     | Rubens Barrichello Honda 1'22,640      |
| 15 | Scott Speed Torro Rosso 1'23,165       |    |                                     |                                       | Scott Speed Torro Rosso 1'23,165      | Christian Klien Red Bull 1'22,898      |
|    |                                        | 16 | Christian Klien Red Bull 0,00       |                                       | Christian Klien Red Bull 0,00         | Scott Speed Torro Rosso 1'22.943       |
| 17 | Vitantonio Liuzzi Torro Rosso 1'23,043 |    |                                     |                                       |                                       | Vitantonio Liuzzi Torro Rosso 1'23,043 |
|    |                                        | 18 | Chrisijan Albers Midland 1'23,116   |                                       |                                       | Chrisijan Albers Midland 1'23,116      |
| 19 | Mark Webber Williams 1'23,341          |    |                                     |                                       |                                       | Mark Webber Williams 1'23,341          |
|    |                                        | 20 | Tiago Monteiro Midland 1'23,920     |                                       |                                       | Tiago Monteiro Midland 1'23,920        |
| 21 | Takuma Sató Super Aguri 1'24,289       |    |                                     |                                       |                                       | Takuma Sató Super Aguri 1'24,289       |
|    |                                        | 22 | Sakon Yamamoto Super Aguri 1'26,001 |                                       |                                       | Sakon Yamamoto Super Aguri 1'26,001    |

### Zajímavosti
- 75 GP pro motor Honda
- Michael Schumacher po 153 na pódiu (nový rekord)
- Michael Schumacher po 180 mezi prvními šesti (nový rekord)

| Pole position  | Vítězství          | Nej. kolo      |
| Finsko         | Německo            | Finsko         |
| Kimi Räikkönen | Michael Schumacher | Kimi Räikkönen |
| McLaren MP4/21 | Ferrari 248 F1     | McLaren MP4/21 |
| 1'21.484       | 1:14'51.975        | 1'22.559       |
| 255.937 km/h   | 245.814 km/h       | 252.605 km/h   |
| -------------- | ------------------ | -------------- |

### Stav MS
- Zelená - vzestup
- Červená - pokles

| *  | Jezdec               | Body |
| -- | -------------------- | ---- |
| 1  | Fernando Alonso      | 108  |
| 2  | Michael Schumacher   | 106  |
| 3  | Felipe Massa         | 62   |
| 4  | Kimi Räikkönen       | 57   |
| 5  | Giancarlo Fisichella | 57   |
| 6  | Jenson Button        | 40   |
| 7  | Juan Pablo Montoya   | 26   |
| 8  | Rubens Barrichello   | 25   |
| 9  | Nick Heidfeld        | 20   |
| 10 | Ralf Schumacher      | 18   |
| 11 | David Coulthard      | 14   |
| 12 | Pedro de la Rosa     | 14   |
| 13 | Jarno Trulli         | 12   |
| 14 | Jacques Villeneuve   | 7    |
| 15 | Mark Webber          | 6    |
| 16 | Robert Kubica        | 6    |
| 17 | Nico Rosberg         | 4    |
| 18 | Christian Klien      | 2    |
| 19 | Vitantonio Liuzzi    | 1    |

| * | Vůz        | Body |
| - | ---------- | ---- |
| 1 | Ferrari    | 168  |
| 2 | Renault    | 165  |
| 3 | McLaren    | 97   |
| 4 | Honda      | 65   |
| 5 | BMW        | 33   |
| 6 | Toyota     | 30   |
| 7 | Red Bull   | 16   |
| 8 | Williams   | 10   |
| 9 | Toro Rosso | 1    |

| *  | Jezdec         | Body |
| -- | -------------- | ---- |
| 1  | Německo        | 140  |
| 2  | Španělsko      | 110  |
| 3  | Brazílie       | 76   |
| 4  | Itálie         | 67   |
| 5  | Finsko         | 57   |
| 6  | Velká Británie | 49   |
| 7  | Kolumbie       | 26   |
| 8  | Kanada         | 7    |
| 9  | Austrálie      | 6    |
| 10 | Polsko         | 6    |
| 11 | Rakousko       | 2    |